# Strada europea E31
La strada europea E31 è un asse viario misto di classe A intermedia Nord-Sud.
Collega la città di Rotterdam a quella di Ludwigshafen sul Reno con un percorso che si snoda nei Paesi Bassi e in Germania.

## Percorso
| E29 ROTTERDAM - LUDWIGSHAFEN |            |                                              |                  |
| Stato                        | Tipologia  | Tratto                                       | Interconnessioni |
| Paesi Bassi (bandiera)       | Autostrada | Rotterdam (Ridderkerk) - Nimega-Valburg      | E19, E25, E311   |
| Paesi Bassi (bandiera)       | Autostrada | Nimega-Valburg - Nimega-Ewijk                |                  |
| Paesi Bassi (bandiera)       | Autostrada | Nimega-Ewijk - Boxmeer                       |                  |
| Paesi Bassi (bandiera)       | Autostrada | Boxmeer - Confine di Stato presso Heijen     |                  |
| Germania (bandiera)          | Autostrada | Confine di Stato presso Goch - Colonia-Nord  | E37              |
| Germania (bandiera)          | Autostrada | Colonia-Nord - Bliesheim                     | E29              |
| Germania (bandiera)          | Autostrada | Bliesheim - Ludwigshafen am Rhein-Hockenheim | E50              |